# Gonolobus pectinatus
Gonolobus pectinatus är en oleanderväxtart som beskrevs av T. S. Brandegee. Gonolobus pectinatus ingår i släktet Gonolobus och familjen oleanderväxter. Inga underarter finns listade i Catalogue of Life.